# Mannara Chopra
Pour les articles homonymes, voir Handa et Chopra.
Mannara Chopra, née Barbie Handa le 29 mars 1991, est une actrice et mannequin indienne qui a essentiellement travaillé dans des films en différentes langues d'Inde, notamment en télougou, tamoul, hindi et kannada. Elle a gagné de nombreuses récompenses dont deux aux Santosham Film Awards.
Étant la cousine paternelle des actrices Priyanka Chopra et Parineeti Chopra, elle fait ses débuts dans le film Prema Geema Jantha Nai et dans Bollywood avec le thriller Zid, tous les deux sortis en 2014. Elle apparaît également dans des films tels que Thikka (2016), Rogue (2017) et Sita (2019). Elle fait partie des candidats de l'émission indienne Bigg Boss 17 entre 2023 et 2024.

## Enfance et famille
Mannara Chopra est née le 29 mars 1991 dans le Cantonement Ambala de l’État Haryana en Inde. Sa mère, Kamini Chopra Handa est une conceptrice de bijoux et son père Raman Rai Handa est un avocat dans la Haute Cour de Delhi. Elle a une petite sœur appelée Mitali Handa qui a étudié le commerce et travaille en tant que styliste dans la mode. Chopra finit ses études dans l'école Summer Fields de New Delhi avant de faire une licence en gestion des entreprises et de travailler en tant que créatrice de mode.
Les actrices Priyanka Chopra Jonas, Parineeti Chopra et Meera Chopra (en) sont ses cousines. Née sous le nom Barbie Handa, elle le changera plus tard pour Mannara Chopra sous les conseils de la sœur de sa cousine Priyanka.

## Carrière

### Premiers pas (2012-2015)
Après avoir complété son cursus à Delhi, Mannara déménage à Mumbai où elle commence sa carrière dans le mannequinat avant de se tourner vers la publicité. Elle apparait dans 40 publicités, notamment pour Suzuki avec Salman Khan, la peinture Dulux avec Farhan Akhtar, Parle Marie avec Imtiaz Ali, Myntra. Elle sera aux côtés de sa cousine Priyanka Chopra dans trois dans elles, dont une pour Dabur Amla dans laquelle elle dit avoir eu son « moment de gloire » qui a poussé Telegu Films à lui faire une offre. Mannara est l'actrice phare de la pub de Gaana et apparait dans la chanson Bas Bajna Chahiye d'Amit Trivedi, le thème de Gaana. Avant de faire se lancer dans le cinéma, elle a également travaillé comme créatrice de mode and comme assistante chorégraphe, étant entrainée pour des danses comme le hip-hop et la danse du ventre.

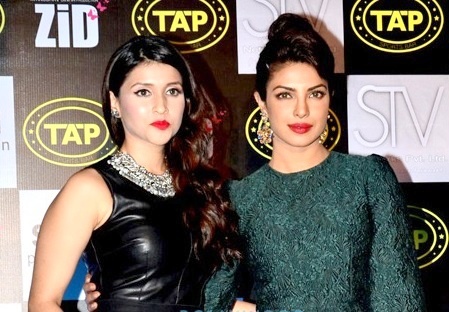
Mannara avec sa cousine Priyanka Chopra pendant la fête du succès de la musique du film Zid en 2014.

## Filmographie

### Cinéma
- 2014 : Prema Geema Jantha Nai de Subbu : Kaveri
- 2014 : Zid de Vivek Agnihotri (en) : Maya[4]
- 2016 : Jakkanna de Krishna Akella : Sahasraa
- 2016 : Thikka de Sunil K. Reddy : Virisha
- 2017 : Rogue de Puri Jagannadh (en) : Anjali[5]
- 2019 : Sita de Teja : Rupa
- 2021 : Haale Dil on Broken Notes de Vikrant Singta : Niharika
- 2022 : Hi Five - Fun and Gun de Rajsekhar : Gayi
- 2024 : Thiragabadara Saami de A.S. Ravi Kumar Chowdary : Radha[6]
- A venir : Ohi Chann Ohi Raatan de Singh Sukhbir[7]

### Télévision
- 2023 : Bhootmate : Pari[8]
- 2023-2024 : Bigg Boss 17 : Elle-même (participante)[9]

### Clips musicaux
- 2015 : Sandamarutham : elle-même
- 2015 : Kaaval : une danseuse
- 2021 : Na Hona Tumse Door de Gajendra Verma
- 2022 : Ham Reh Gaye Akele de Pranav Vatsa
- 2023 : Zara Zara Behekta Hai d'elle-même

## Récompenses
- Lions Gold Awards 2015 : Meilleure femme débutant pour Zid[10]
- Santosham Film Awards 2017 : Récompense spéciale du jury - Meilleure actrice pour Thikka[11]
- Santosham Film Awards 2018 : Récompense spéciale du jury - Meilleure actrice pour Rogue[12]